# Henry de Justamond
Pour les articles homonymes, voir Justamond.
Henry de Justamond (1683, Marsillargues - 1735, Sainte-Suzanne) est Garde-magasin de la Compagnie française des Indes orientales, puis Gouverneur de l'île Bourbon (île de La Réunion) du 4 décembre 1715 au 14 février 1718.
Henry de Justamond naît en 1683 à Marsillargues, et est issu d'une famille protestante[réf. souhaitée]. Il est le fils de Simon et de Marie de Mazade. Il se marie à Luce Payet le 5 juillet 1712. Son nom est attaché au développement de la culture du café dans l'île, en provenance de la ville de Moka, située au Yémen. Il meurt le 11 février 1735 à Sainte-Suzanne.